# 摩泽尔河畔米登
摩泽尔河畔米登（德語：Müden (Mosel)）是德国莱茵兰-普法尔茨州的市镇，属于科赫姆-采尔县。该市镇总面积为7.50平方千米，截至2023年12月31日总人口为660人。